# Поповка (Краснопольский район)
Поповка (укр. Попівка) — село,
Покровский сельский совет,
Краснопольский район,
Сумская область,
Украина.
Код КОАТУУ — 5922384203. Население по переписи 2001 года составляло 9 человек.

## Географическое положение
Село Поповка находится у одного из истоков реки Илек.
На расстоянии в 1 км расположено село Москалевка, в 1,5 км — село Высокое.
Село находится на границе с Россией.

## Экономика
- Молочно-товарная ферма.